# Чорний легіон

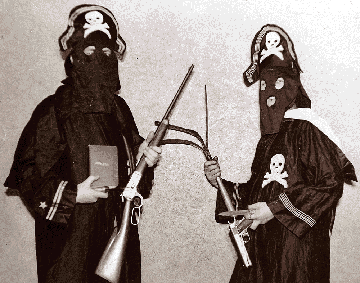
Форма і зброя чорного легіону

«Чорний легіон» — організація на Середньому Заході Сполучених Штатів, яка відкололася від Ку-клукс-клану (ККК). Дотримувалася ідеології переваги білих . Діяла під час Великої депресії 1930-х років. У період розквіту діяльності легіону його членами були близько 30 000 чоловік, в тому числі велика кількість посадових осіб, включаючи начальника поліції Детройта/ За даними Associated Press, в 1936 році легіон підозрювався у вбивстві близько 50 осіб, в тому числі Чарльза Пула . До вбивства Пула, Associated Press описала Чорний легіон як «групу слабо об'єднаних нічних бандитів, які працюють в декількох штатах без організації або спільної мети» .
У 1915 році випуск фільму Гріффіта «Народження нації» викликав відродження Ку-клукс-клану, але на відміну від Клану XIX століття, нова організація знайшла послідовників по всій країні. Зокрема, вона розширювала свій вплив на промислові райони міського Середнього Заходу. Протягом 1920-х років такі міста, як Детройт , Клівленд і Індіанаполіс, спостерігали зростання членства і активності в легіоні, але коли більшість його лідерів опинилися арештовані, його кількість швидко скоротилося.